# Miki Andō
Miki Andō (jap. 安藤 美姫, Andō Miki; * 18. Dezember 1987 in Nagoya) ist eine ehemalige japanische Eiskunstläuferin, die im Einzellauf startete. Sie ist die Weltmeisterin von 2007 und 2011.

## Karriere
Andō begann im Alter von acht Jahren mit dem Eiskunstlaufen. Als erste Läuferin überhaupt zeigte sie bei Juniorenmeisterschaften 2002 einen Vierfachsprung (Salchow), ebenso beherrscht sie den dreifachen Axel.
2004 wurde sie Juniorenweltmeisterin und gewann auch ihre erste nationale Meisterschaft bei den Senioren. Sie belegte bei ihrem Weltmeisterschaftsdebüt 2004 in Dortmund den vierten Platz. Im darauffolgenden Jahr verteidigte sie ihren nationalen Titel und beendete die Weltmeisterschaft auf dem sechsten Platz. 2006 enttäuschte sie bei den Olympischen Spielen in Turin, wo sie es nach etlichen Stürzen in der Kür nur auf Platz 15 in der Gesamtwertung brachte.
Ihren bis dato größten Erfolg feierte Andō 2007, als sie in Tokio Weltmeisterin wurde. Dabei bezwang sie ihre größte Konkurrentin Mao Asada um weniger als einen Punkt. Bei der Weltmeisterschaft 2009 gewann sie mit Bronze ihre zweite Weltmeisterschaftsmedaille. Bei ihren zweiten Olympischen Spielen belegte Andō 2010 in Vancouver den fünften Platz.
2011 wurde Andō zum dritten Mal japanische Meisterin und gewann in Taipeh mit neuer Gesamtpunktebestleistung von 201,34 Punkten die Goldmedaille bei den Vier-Kontinente-Meisterschaften vor Mao Asada. Bei den Weltmeisterschaften, die aufgrund eines schweren Erdbebens in Japan von Tokio nach Moskau verlegt worden waren, gewann sie ihren zweiten Titel.
Im April 2013 brachte sie ein Mädchen zur Welt. Ando war eine Zeit lang mit Javier Fernández liiert.

## Ergebnisse
| Wettbewerb / Saison             | 2000/01 | 2001/02 | 2001/02 | 2002/03 | 2002/03 | 2003/04 | 2003/04 | 2004/05 | 2005/06 | 2006/07 | 2007/08 | 2008/09 | 2009/10 | 2010/11 |
| ------------------------------- | ------- | ------- | ------- | ------- | ------- | ------- | ------- | ------- | ------- | ------- | ------- | ------- | ------- | ------- |
| Olympische Winterspiele         |         |         |         |         |         |         |         |         | 15.     |         |         |         | 5.      |         |
| Weltmeisterschaften             |         |         |         |         |         | 4.      | 4.      | 6.      |         | 1.      | Z       | 3.      | 4.      | 1.      |
| Vier-Kontinente-Meisterschaften |         |         |         |         |         |         |         |         |         |         | 3.      |         |         | 1.      |
| Grand-Prix-Finale               |         |         |         |         |         |         |         | 4.      | 4.      | 5.      |         | 6.      | 2.      | 5.      |
| Juniorenweltmeisterschaften     |         | 3.      | 3.      | 2.      | 2.      | 1.      | 1.      |         |         |         |         |         |         |         |
| Japanische Meisterschaften      | 3. J    | 1. J    | 3.      | 1. J    | 5.      | 1. J    | 1.      | 1.      | 6.      | 2.      | 2.      | 3.      | 4.      | 1.      |

- Z = Zurückgezogen, J = Junioren